# بيثاريون (هانيا)
بيثاريون (Πιθάριον) هي مدينة في خانيا في اليونان.